# Nuoto ai XIII Giochi asiatici
Il nuoto ai Giochi asiatici 1998 si è svolto dal 7 al 19 dicembre a Bangkok e ha visto lo svolgimento di 32 gare, 16 maschili e 16 femminili.

## Medagliere
| Posizione | Paese         |    |    |    | Totale |
| --------- | ------------- | -- | -- | -- | ------ |
| 1         | Giappone      | 15 | 12 | 10 | 37     |
| 2         | Cina          | 13 | 17 | 3  | 33     |
| 3         | Thailandia    | 1  | 3  | 1  | 4      |
| 4         | Malaysia      | 1  | 1  | 1  | 3      |
| 5         | Corea del Sud | 1  | 0  | 7  | 8      |
| 6         | Taipei cinese | 1  | 0  | 4  | 5      |
| 7         | Kazakistan    | 0  | 0  | 3  | 3      |
| 8         | Filippine     | 0  | 0  | 2  | 2      |
| 9         | Hong Kong     | 0  | 0  | 1  | 1      |
| 9         | Siria         | 0  | 0  | 1  | 1      |

## Podi
WR: Record del mondo
AR: Record asiatico
CR: Record dei campionati

### Uomini
| Evento               | Oro                 | Perform. | Argento             | Perform. | Bronzo                                    | Perform. |
| Stile libero         |                     |          |                     |          |                                           |          |
| 50 m                 | Jiang Chengji       | 22”38    | Tomohiro Yamanoi    | 23”26    | Hirosuke Hamano                           | 23”43    |
| 100 m                | Shunsuke Ito        | 51”29    | Shusuke Ito         | 52”07    | Igor Sitnikov Zhao Lifeng Huang Chih-Yung | 52”21    |
| 200 m                | Yosuke Ichikawa     | 1'52”46  | Torlarp Sethsothorn | 1'52”53  | Shusuke Ito                               | 1'52”81  |
| 400 m                | Torlarp Sethsothorn | 3'53”61  | Masato Hirano       | 3'54”16  | Kwok Kin-Ming                             | 4'00”44  |
| 1500 m               | Masato Hirano       | 15'22”20 | Torlarp Sethsothorn | 15'40”17 | Hisham Masri                              | 15'51”60 |
| Dorso                |                     |          |                     |          |                                           |          |
| 100 m                | Keng Liat Alex Lim  | 55”53    | Fu Yong             | 56”40    | Raymond Papa                              | 56”83    |
| 200 m                | Fu Yong             | 1'59”30  | Keng Liat Alex Lim  | 2'00”94  | Raymond Papa                              | 2'01”80  |
| Rana                 |                     |          |                     |          |                                           |          |
| 100 m                | Zeng Qiliang        | 1'02”32  | Akira Hayashi       | 1'02”55  | Elvin Chia                                | 1'03”09  |
| 200 m                | Zhu Yi              | 2'16”26  | Ratapong Sirisanont | 2'16”47  | Yoshinobu Miyazaki                        | 2'16”97  |
| Farfalla             |                     |          |                     |          |                                           |          |
| 100 m                | Takashi Yamamoto    | 53”34    | Zhang Xiao          | 54”40    | Han Kyu-Chul                              | 54”83    |
| 200 m                | Takashi Yamamoto    | 1'56”75  | Xie Xufeng          | 1'59”67  | Han Kyu-Chul                              | 2'00”46  |
| Misti                |                     |          |                     |          |                                           |          |
| 200 m                | Xiong Guoming       | 2'03”34  | Jo Yoshimi          | 2'04”94  | Xie Xufeng                                | 2'05”45  |
| 400 m                | Takahiro Mori       | 4'20”98  | Xiong Guoming       | 4'22”57  | Ratapong Sirisanont                       | 4'24”15  |
| Staffette            |                     |          |                     |          |                                           |          |
| 4x100 m stile libero | Giappone --- ---    | 3'25”53  | Cina --- ---        | 3'25”86  | Kazakistan --- ---                        | 3'28”53  |
| 4x200 m stile libero | Giappone --- ---    | 7'30”53  | Cina --- ---        | 7'34”11  | Corea del Sud --- ---                     | 7'36”07  |
| 4x100 m misti        | Giappone --- ---    | 3'41”98  | Cina --- ---        | 3'44”40  | Kazakistan --- ---                        | 3'51”13  |

### Donne
| Evento               | Oro                                                                 | Perform. | Argento                                 | Perform. | Bronzo                                                         | Perform. |
| Stile libero         |                                                                     |          |                                         |          |                                                                |          |
| 50 m                 | Shan Ying                                                           | 25”88    | Xue Han                                 | 26”04    | Sumika Minamoto                                                | 26”08    |
| 100 m                | Shan Ying                                                           | 56”20    | Chao Na Sumika Minamoto                 | 56”39    |                                                                |          |
| 200 m                | Tsai Shu-Min                                                        | 2'00”89  | Qin Caini                               | 2'01”75  | Sachiko Yamada                                                 | 2'03”14  |
| 400 m                | Chen Hua                                                            | 4'12”31  | Sachiko Yamada                          | 4'14”53  | Tsai Shu-Min                                                   | 4'15”66  |
| 800 m                | Chen Hua                                                            | 8'38”00  | Sachiko Yamada                          | 8'39”21  | Eri Yamanoi                                                    | 8'56”90  |
| Dorso                |                                                                     |          |                                         |          |                                                                |          |
| 100 m                | Tomoko Hagiwara                                                     | 1'01”84  | Mai Nakamura                            | 1'02”11  | Choi Soo-Min                                                   | 1'03”37  |
| 200 m                | Tomoko Hagiwara                                                     | 2'12”25  | Mai Nakamura                            | 2'14”79  | Shim Min-Ji                                                    | 2'16”46  |
| Rana                 |                                                                     |          |                                         |          |                                                                |          |
| 100 m                | Li Wei                                                              | 1'08”95  | Xu Shan                                 | 1'10”00  | Masami Tanaka                                                  | 1'10”30  |
| 200 m                | Masami Tanaka                                                       | 2'28”44  | Qi Hui                                  | 2'28”71  | Junko Isoda                                                    | 2'32”39  |
| Farfalla             |                                                                     |          |                                         |          |                                                                |          |
| 100 m                | Ayari Aoyama                                                        | 59”44    | Ruan Yi                                 | 1'00”57  | Hitomi Kashima                                                 | 1'00”87  |
| 200 m                | Cho Hee-Yeon                                                        | 2'11”34  | Ruan Yi                                 | 2'12”51  | Hitomi Kashima                                                 | 2'13”26  |
| Misti                |                                                                     |          |                                         |          |                                                                |          |
| 200 m                | Wu Yanyan                                                           | 2'15”12  | Chen Yan                                | 2'15”54  | Cho Hee-Yeon                                                   | 2'15”95  |
| 400 m                | Yasuko Tajima                                                       | 4'39”92  | Wu Yanyan                               | 4'46”74  | Chen Yan                                                       | 4'47”34  |
| Staffette            |                                                                     |          |                                         |          |                                                                |          |
| 4x100 m stile libero | Cina --- ---                                                        | 3'45”51  | Giappone --- ---                        | 3'47”65  | Taipei cinese --- ---                                          | 3'51”42  |
| 4x200 m stile libero | Cina --- ---                                                        | 8'08”00  | Giappone --- ---                        | 8'12”06  | Taipei cinese --- ---                                          | 8'18”92  |
| 4x100 m misti        | Giappone Tomoko Hagiwara Masami Tanaka Ayari Aoyama Sumika Minamoto | 4'06”70  | Cina Wu Yanyan Wei Li Ruan Yi Shan Ying | 4'08”54  | Corea del Sud Shim Min-Ji Kye Yoon-Hee Cho Hee-Yeon Lee Bo-Eun | 4'15”03  |